# Cipriotski arapski
Cipriotski arapski (ISO 639-3: acy), jezik etničke grupe Cipriotskih Maronita, oko 6 000 pripadnika, 1 300 govornika (1995). Govori se u jednom od njihova četiri sela, Kormakiti (140), na sjeveru Cipra, oko 80 do 100 u Limassolu, a ostali u izbjegličkim zajednicama Limassola i Nikozije.
Pripada arapskoj podskupini semitskih jezika. Svi govornici stariji su od 30 godina. Na jugu Cipra govore grčki.

## Vanjske poveznice
- Ethnologue (14th)
- Ethnologue (15th)